# Monte Endino
El monte Endino está situado en el sur de Cantabria (España), concretamente en la comarca de Campoo-Los Valles. El monte marca el límite divisorio entre los municipios cántabros de Campoo de Enmedio y Hermandad de Campoo de Suso al norte y Valdeolea al sur. La parte norte del monte está cubierta por una espesa masa boscosa y es mucho más húmeda y frondosa que la ladera sur que se encuentra mucho más despejada de árboles y cuyo paisaje está dominado por pastos para el ganado, que en la zona es fundamentalmente vacuno y caballar. Al ser un monte muy boscoso, en sus laderas se alberga una rica fauna salvaje, entre los que destacan ciervos, jabalíes, corzos y lobos.
La forma más habitual de acceder a la cima del monte Endino es iniciando el ascenso en la localidad de Olea, desde donde parte una pista forestal que lleva hasta la cima. Desde arriba se tiene una impresionante panorámica de Alto Campoo, del embalse del Ebro, así como de gran parte de los municipios de la comarca. Cerca de la ladera sur, discurre el río Camesa, pequeño afluente del Pisuerga, que nace en la provincia de Palencia, pero que discurre unos cuantos kilómetros por Cantabria, convirtiendo al valle de Valdeolea en el único territorio cántabro que vierte sus aguas a la cuenca atlántica.
El monte Endino por su característica de divisor de valles, fue durante un tiempo lugar de enfrentamientos en la Guerra Civil, entre las tropas franquistas que avanzaban hacia el mar Cantábrico desde el sur y las tropas republicanas que trataban de frenar su avance. Aún se pueden observar restos de trincheras en algunas zonas. 
- Datos: Q18397960